# Centrale de la Chute Bell
 (avril 2019).
Si vous disposez d'ouvrages ou d'articles de référence ou si vous connaissez des sites web de qualité traitant du thème abordé ici, merci de compléter l'article en donnant les références utiles à sa vérifiabilité et en les liant à la section « Notes et références ».
La centrale de la Chute Bell est une centrale hydroélectrique et un barrage d'Hydro-Québec érigés sur la rivière Rouge, à Grenville-sur-la-Rouge, dans la région administrative des Laurentides, au Québec. Cette centrale, d'une puissance installée de 10 MW, a cessé ses activités en 1999.
Lors des crues printanières d'avril 2019, un risque imminent d'affaissement du barrage résultant d'une augmentation du débit de la rivière a forcé l'évacuation de dizaines de résidences en aval le long de la rivière Rouge. Le barrage a tenu les autorités en haleine pendant plusieurs jours.